# عبد الله بن ياسر
هو عبد الله بن ياسر بن عامر بن مالك بن كنانة بن قيس بن الحصين بن الوذيم بن ثعلبة بن عوف بن حارثة بن عامر الأكبر بن يام بن عنس بن مذحج المذحجي العنسي.
وكان أبوه ياسر قد قدم من الیمن إلی مكة هو وإخوان له هما الحارث ومالك في طلب أخ لهما رابع، إلا أن یاسر آثر البقاء فيها على الرجوع إلى اليمن، فرجع الحارث ومالك إلى اليمن، وبقي ياسر، فحالف أحد ساداتها المبرزين؛ وهو أبو حذيفة بن المغيرة المخزومي القرشي، وتزوج أمته سمية، فولدت له عمار وعبد الله.
وقال أبُو عُمَر: كان عبد الله من السابقين إلى الإسلام، ومات بمكة قبل الهجرة؛ كذا قال.)) الإصابة في تمييز الصحابة.